# 克洛賴德 (新墨西哥州)
克洛賴德（英語：Chloride）是位於美國新墨西哥州謝拉縣的非建制地區。

## 歷史
克洛賴德的郵局於1881年設立，其後於1956年停運。

## 地理
克洛賴德所處的海拔為高於海平面1884米（即6181英呎），而該地所採用的時區為UTC-7，即北美山地时区（MST）。同時該地設有夏令時間，為UTC-7調快一小時，即UTC-6（MDT）。